# Schnürschuh

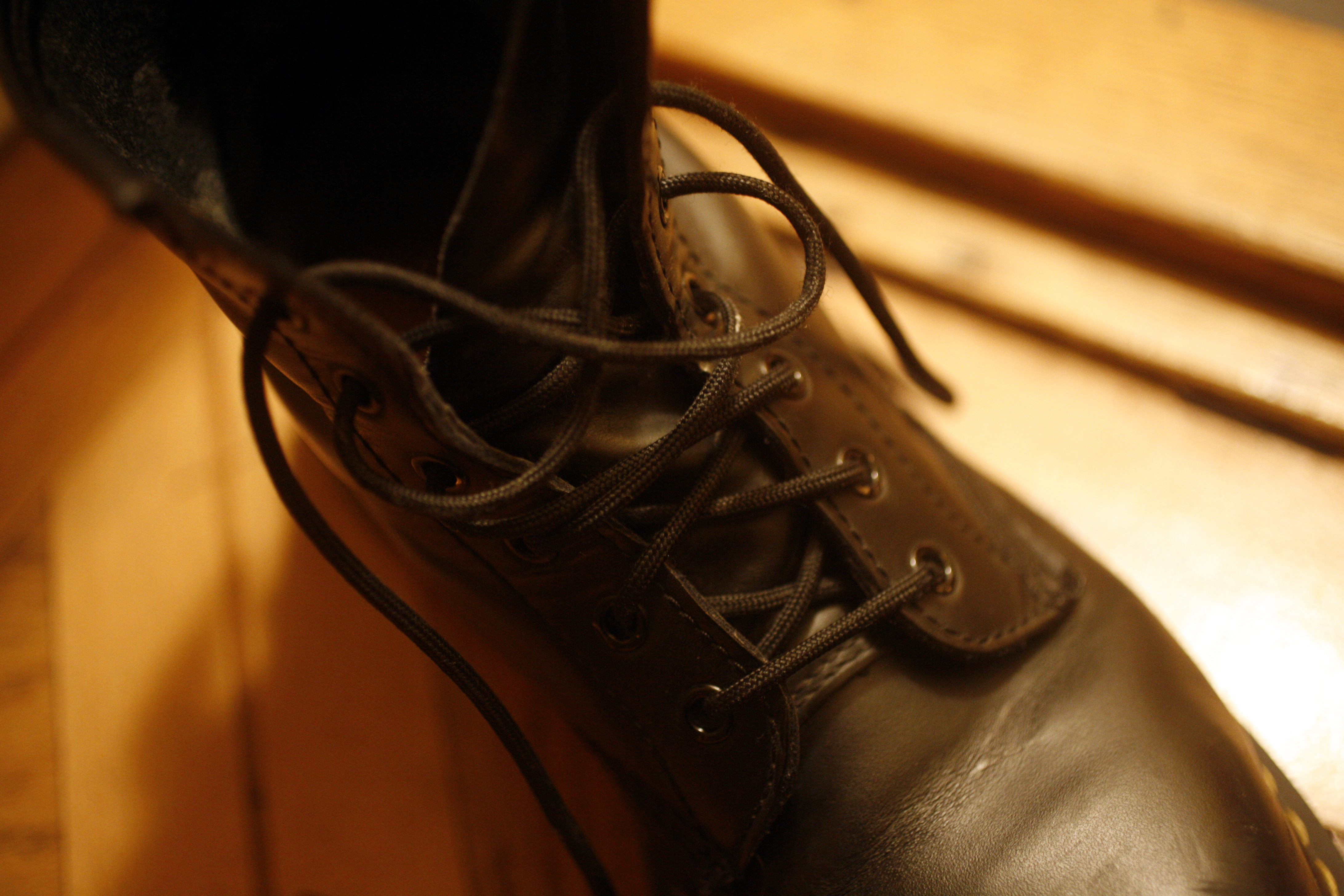
Offener Schnürschuh

Als Schnürschuh wird ein Schuh bezeichnet, dessen Verschluss mittels dünner Lederriemen oder mit Schnürsenkeln geschlossen (verschnürt) wird. Das verleiht dem Schuh einen festen Halt am Fuß, der sich – auch abhängig vom Schaftschnitt (Blattschnitt oder Derbyschnitt) des betreffenden Schnürschuhs – komfortabel in der Weite variieren lässt und damit verschiedenen Fußformen und Verwendungen Rechnung trägt. Schnürschuhe werden in der Fachwelt auch Schnürer genannt.
Auf den Schnürschuh bezog sich auch die preußische beziehungsweise deutsche redensartliche Bezeichnung Kamerad Schnürschuh für die Soldaten der österreichisch-ungarischen Armee. Diese schnürten ihre Militärstiefel, während die Preußen Schaftstiefel trugen.
Das Kamerad-Schnürschuh-Syndrom kann bei zu enger Schnürung auftreten.